# Моэм, Уильям Сомерсет
Уи́льям Со́мерсет Мо́эм (ранее встречалось написание Могэм) (англ. William Somerset Maugham [ˈsʌməsɪt mɔːm]; 25 января 1874, Париж — 16 декабря 1965, Ницца) — английский писатель, пик популярности которого пришёлся на 1920-е и 1930-е годы. В качестве агента британской разведки с августа по ноябрь 1917 года находился с миссией в России.

## Биография
Сомерсет Моэм родился 25 января 1874 года в Париже, в семье юриста британского посольства во Франции Роберта Ормонда Моэма. Родители специально подготовили роды на территории посольства, чтобы ребёнок имел законные основания говорить, что родился на территории Великобритании: ожидалось принятие закона, по которому все дети, родившиеся на французской территории, автоматически становились французскими гражданами и, таким образом, по достижении совершеннолетия подлежали отправке на фронт в случае войны.
Его дед, Роберт Моэм, был в своё время известным адвокатом, одним из соорганизаторов Английского юридического общества. И дед, и отец Уильяма Моэма предрекали ему судьбу адвоката. Три его старших брата стали юристами, а один из них, Фредерик, в 1938 году занял пост лорда-канцлера и при выходе в отставку получил титул виконта.
В детстве Моэм говорил только по-французски, английский освоил лишь после того, как в 10 лет осиротел (мать умерла от чахотки в феврале 1882 года, отец умер от рака желудка в июне 1884 года) и был отослан к родственникам в английский город Уитстабл в графстве Кент, в шести милях от Кентербери. По приезде в Англию Моэм начал заикаться — это сохранилось на всю жизнь:
Я был мал ростом; вынослив, но не силен физически; я заикался, был застенчив и слаб здоровьем. У меня не было склонности к спорту, который занимает столь важное место в жизни англичан; и — то ли по одной из этих причин, то ли от рождения — я инстинктивно сторонился людей, что мешало мне с ними сходиться.
В Англии Моэм воспитывался в семье своего дяди, Генри Моэма, викария в Уитстабле. Мальчик учился в Королевской школе в Кентербери. В 16 лет отправился изучать литературу и философию в Гейдельбергском университете. Именно там Моэм написал своё первое сочинение — биографию композитора Мейербера. Когда оно было отвергнуто издателем, Моэм сжёг рукопись. В Гейдельберге Моэм подпал под влияние эстета-гомосексуала Джона Брукса, который был старше его на десять лет.
В 1892 году Моэм поступил в медицинскую школу при больнице св. Фомы Кентерберийского в Лондоне — этот опыт нашёл отражение в его первом романе «Лиза из Ламбета» (1897). Первый успех на литературном поприще Моэму принесла пьеса «Леди Фредерик» (1907). В 1911 году одновременно четыре его фарса с успехом шли в театрах Вест-Энда. Свои пьесы он часто переделывал из рассказов или романов, а иногда обрабатывал сюжет в обратном направлении — от драмы к прозе.
После начала Первой мировой войны Моэм, как и некоторые другие писатели, стал волонтёром Британского Красного Креста, помогая спасать раненых с поля боя. 
После завершения службы волонтёром Моэм стал сотрудничать с МИ-5. В сентябре 1915 он отправился в нейтральную Швейцарию, где ему было поручено присматривать за личностями, которые интересовали британскую разведку, и докладывать об их действиях в Лондон. Эта неформальная миссия нашла отражение в сборнике из 14 новелл «Эшенден, или Британский агент» (1928, русские переводы 1929, 1992). За главным героем этих новелл просматривается фигура самого Моэма.
Во время пребывания в США ему предложили поехать в Россию с целью не дать ей выйти из войны. На пароходе через Токио он прибыл во Владивосток, выдавая себя за корреспондента английской газеты. В Петрограде с августа по ноябрь 1917 года неоднократно встречался с Александром Керенским, Борисом Савинковым и другими политическими деятелями. Покинул Россию через Швецию, увезя с собой послание Керенского к Ллойд Джорджу. В мемуарной книге «Подводя итоги» (1938) он пишет: 
Уезжал я <из России> разочарованный. Бесконечные разговоры там, где требовалось действовать; колебания; апатия, ведущая прямым путём к катастрофе; напыщенные декларации, неискренность и вялость, которые я повсюду наблюдал, — всё это оттолкнуло меня от России и от русских.
Во время службы волонтёром во французской Фландрии, Моэм познакомился с молодым американцем Джеральдом Хакстоном, который стал его спутником жизни до своей смерти в 1944 году. Супруга Моэма, уязвлённая его неверностью, всячески старалась восстановить против него лондонский высший свет. Декабрь 1916 года Моэм и Хакстон провели в Американском Самоа, в частности в деревне Фагатого, в гостинице «Сэди Томпсон». Позднее Моэм подробно описал её в своём самом знаменитом рассказе «Дождь» (1921), который неоднократно экранизировался.
Приключения военного времени привели к обострению туберкулёза, и Моэм вынужденно провёл полтора года в шотландском санатории. В июле 1919 года в погоне за новыми впечатлениями он отправился в Китай, а позднее в Малайзию, что дало ему материал для книги «На китайской ширме» и двух сборников рассказов. С этого времени тема колоний становится определяющей в его творчестве. В компании Хакстона он часто путешествовал по колониям вплоть до Второй мировой войны. Многие из лучших его рассказов написаны в каюте во время очередного плавания.
После Первой мировой войны Моэм выдвинулся в число самых успешных романистов Англии. Бестселлерами стали его автобиографический роман «Бремя страстей человеческих» (1915; рус. пер. 1959) и «Остриё бритвы» (1944). Романы «Луна и грош» (1919, рус. пер. 1927, 1960), «Пироги и пиво» (1930), «Театр» (1937) образуют своеобразную трилогию о людях искусства.
В 1926 году Моэм приобрёл в Кап-Ферра на Французской Ривьере виллу «Мавританка», которая стала его домом до конца жизни. Здесь у него бывали герцог и герцогиня Виндзорские, Уинстон Черчилль, Герберт Уэллс, Жан Кокто, Т. С. Элиот, Киплинг, Ян Флеминг, Ноэл Кауард, Вирджиния Вулф, Ага-хан и даже советские писатели. В 2005 г. виллу Моэма за 50 млн евро купил украинец Дмитрий Фирташ.

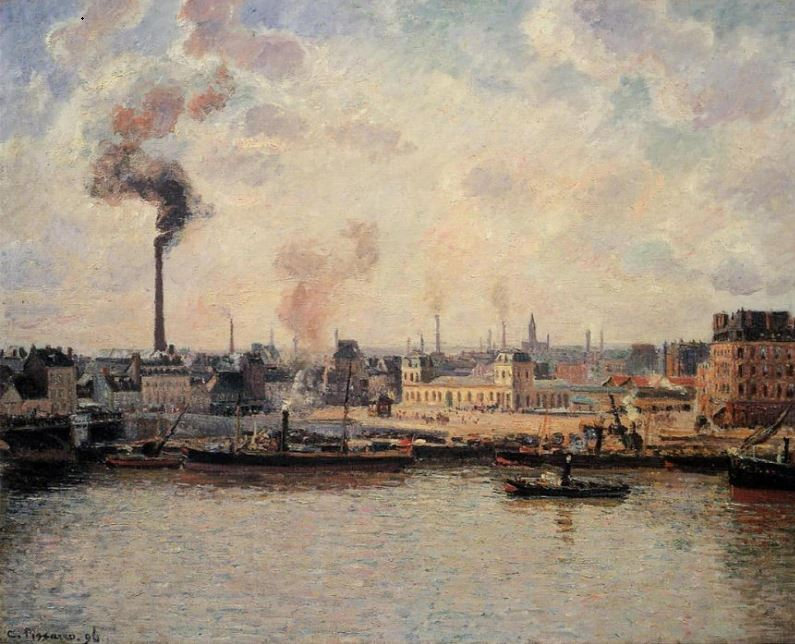
Картина Писсарро с виллы Мореск

В 1930-е годы творчество Моэма продолжало пополняться пьесами, рассказами, романами, очерками и путевыми книгами (всего он издал 78 книг). К 1940 году Моэм стал одним из самых известных и богатых писателей мира.
Бо́льшую часть периода Второй мировой войны Моэм, которому уже было за шестьдесят, находился в США — сначала в Голливуде, где много работал над сценариями, внося в них поправки, а позже на юге страны. После смерти Хакстона в 1944 году его спутником и секретарём стал Алан Сирл (1905—1985). В 1947 году Моэм учредил премию своего имени, которая присуждается лучшим английским писателям в возрасте до тридцати пяти лет.
Моэм отказался от путешествий, когда почувствовал, что они больше ничего не могут ему дать: «Дальше меняться мне было некуда. Спесь культуры слетела с меня. Я принимал мир таким, как он есть. Я научился терпимости. Я хотел свободы для себя и готов был предоставить её другим». После 1948 года Моэм оставил драматургию и художественную прозу, писал эссе, преимущественно на литературные темы. В 1954 году удостоен Ордена кавалеров почёта. Последняя прижизненная публикация Моэма — автобиографические заметки «Взгляд в прошлое» — вышла осенью 1962 года на страницах лондонской «Sunday Express».
Завсегдатай лондонских театров, Моэм с 1912 года собирал живописные произведения, связанные с театром. Эта коллекция была им завещана британской нации. В 1962 году Моэм выручил на аукционе «Сотбис» 1,5 млн долл. за своё собрание французского искусства и получил при этом хороший доход: картину Гогена, приобретённую в 1917 году за 400 франков, удалось продать за 104 720 долл.; Моне и Тулуз-Лотрек за 12 лет выросли в цене более чем в 7 раз; Матисс и Ренуары — в 2 раза. Наиболее дорогим лотом стала ранняя работа Пикассо («Смерть арлекина», 1905). Эта распродажа предназначавшегося ей имущества вызвала возмущение дочери Моэма, которая отсудила у отца часть полученного дохода.
Сомерсет Моэм скончался 15 декабря 1965 года на 92-м году жизни в больнице Ниццы от воспаления лёгких. По французским законам пациентов, умерших в больнице, полагалось подвергать вскрытию, но тело писателя отвезли домой и 16 декабря официально сообщили, что он скончался дома, на своей вилле близ Ниццы, которая и стала его последним пристанищем. Могилы как таковой у писателя нет, поскольку его прах был развеян под стеной Библиотеки Моэма, при Королевской школе в Кентербери.

## Семья и потомки
Не отрицая свою бисексуальность, в мае 1917 года Моэм женился на модной декораторше Сири Барнардо (1879—1955), дочери известного филантропа, создателя детских домов для сирот Томаса Джона Барнардо, которая прежде была женой фармацевтического магната Хенри Уэлкома (основателя одной из компаний, позднее сформировавших GlaxoSmithKline). За два года до брака у Барнардо и Моэма родилась дочь Мэри Элизабет (1915—1998), названная в честь героини первой книги Моэма. В 1929 году пара развелась. Моэм имел многолетний роман с английской актрисой Сью Джонс. В старости он признавался: «Моя самая большая ошибка заключалась в том, что я воображал себя на три четверти нормальным и только на четверть гомосексуалом, тогда как в действительности всё было наоборот».
После упомянутого выше спора о доходах от продажи картин Моэм отрёкся от отцовства Мэри Элизабет и попытался усыновить своего секретаря. По итогам резонансного судебного разбирательства Мэри Элизабет была признана дочерью и законной наследницей писателя. Впервые она вышла замуж в 1936 году за Винсента Рудольфа Паравичини, сына швейцарского посла Чарльза (Карла) Паравичини.
- Их первенец, Николас Винсент Сомерсет Паравичини (род. 1937), был женат на Мэри-Энн Паркер Боулз, сестре бывшего мужа Камиллы Паркер-Боулз. У них родились два сына и дочь. Один из сыновей, Дерек Паравичини[англ.], — известный джазовый музыкант.
- В 1941 году Мэри Элизабет родила дочь Камиллу Паравичини. В 1963 году Камилла вышла замуж за греческого судовладельческого магната Мануэля Мавролеона[англ.] (ум. 2009). В браке у них родились две дочери. Этот брак не продлился долго: после развода Камилла вышла замуж за барона Фредерика Шандона, наследника компании «Moët & Chandon».

Мэри Элизабет и её первый супруг развелись в 1948 году. В этом же году она вышла замуж за лорда Джона Хоупа, ставшего впоследствии бароном Глендевоном. В этом браке у них родились двое детей.

## Взгляды и творчество

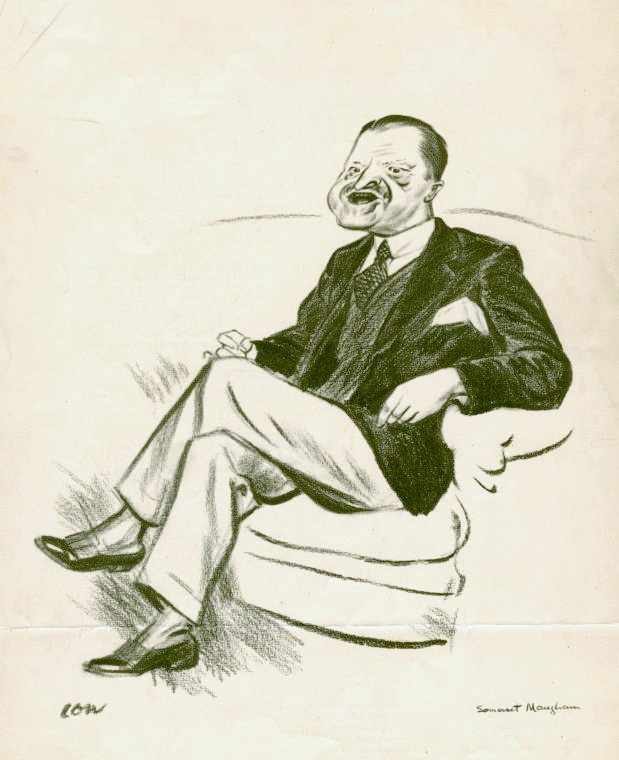
Моэм на карикатуре Дэвида Лоу

Моэм не только родился и умер, но и провёл львиную долю жизни за пределами Британии. Неудивительно, что наиболее типичные его персонажи — англичане за границей и в колониях. Путешествия гарантировали ему регулярные новые знакомства, и он блестяще умел разговорить собеседника. Его занимали люди, которые поступают не так, как от них ожидается, которые в состоянии резко повернуть ход своей жизни, — именно они были его излюбленными героями.
Ещё на заре литературной карьеры Моэма называли английским Мопассаном за лаконичность стиля, точность и ироничность формулировок, занимательность новеллистических пуантов, лёгкий налёт натурализма. Он не скрывал ограниченности своего воображения: большинство его сочинений основаны на реальных событиях и в качестве героев имеют узнаваемых прототипов. Например, главный герой романа «Маг» (1908) списан с Алистера Кроули.
Современники опасались злоязычия Моэма и считали его циником. Через многие сочинения пропущен лейтмотив разрушительного влияния недалёкой, ограниченной женщины на талантливого мужчину, в связи с чем Моэма нередко обвиняли в женоненавистничестве.
Моэм был чужд религии, не верил в жизнь после смерти и в посмертное воздаяние. Его стесняли путы британской пуританской морали и, подобно своим героям, он вскрывал её лицемерие и бежал от неё в южные широты. «Луна и грош» и некоторые другие произведения Моэма стали залпами в канонаде иррационализма, которыми после катастрофической мировой войны разочаровавшиеся в социальном прогрессе авторы расстреливали викторианский культ рассудка.
По словам Моэма, после обретения мировой славы он продолжал писать «не ради денег, а для того, чтобы избавиться от преследующих его воображение замыслов, характеров, типов, но при этом отнюдь не возражал, если творчество обеспечивало ему, помимо прочего, ещё и возможность писать то, что он хочет, и быть самому себе хозяином». Он всегда ставил письменный стол напротив глухой стены, чтобы ничто не отвлекало от работы. Работал он три-четыре часа по утрам, выполняя назначенную самому себе норму в 1000—1500 слов.
Опыт Моэма в качестве успешного драматурга наложил отпечаток и на его прозу: в его романах очень много диалогов, выстроенных по законам театра и, по мнению Гора Видала, отдающих банальностью. Эдмунд Уилсон, король американской критики середины века, считал Моэма современной версией Булвер-Литтона — «полубульварным романистом, которому покровительствуют полусерьёзные читатели», а его язык — удивительным нагромождением штампов.
В последней трети XX века произведения Моэма вышли из моды — по крайней мере, в англоязычных странах, где он теперь считается автором для немногих. Особенно устарели его пьесы — типичные для эдвардианской эпохи салонные комедии нравов.

## Список произведений

### Романы
- «Лиза из Ламбета» (Liza of Lambeth, 1897; рус. пер. 2011 — Ю.Фокина)
- «Сотворение святого» (The Making of a Saint, 1898; рус. пер. 2013 — В.Вебер)
- «Герой» (The Hero, 1901; рус. пер. 2013 — В.Вебер)
- «Миссис Крэддок» (Mrs Craddock, 1902; рус. пер. 2011 — Н.Сечкина)
- «Карусель» (The Merry-go-round, 1904; рус. пер. 2012 — Е.Филиппова)
- «Фартук епископа» (The Bishop’s Apron, 1906; на русский не переводился)
- «Покоритель Африки» (The Explorer, 1908; рус. пер. 2012 — В.Лопатка)
- «Маг» (The Magician, 1908; рус. пер. 1991 — Н.Кролик, Г.Герасимов)
- «Бремя страстей человеческих» (Of Human Bondage, 1915, рус. пер. 1959 — Е.Голышева и Б.Изаков)
- «Луна и грош» (The Moon and Sixpence, 1919, рус. пер. 1927 — Е. и Б. Лебедевы («Луна и Грош»), 1928 — З.Вершинина («Луна и шестипенсовик»), 1960 — Н.Ман («Луна и грош»)
- «Узорный покров»  (The Painted Veil, 1925; рус. пер. 1927 — Г.Карташева («Китти»), 1991 — М.Лорие («Узорный покров»)
- «Пироги и пиво, или Скелет в шкафу»/«Сплошные прелести» (Cakes and Ale: or, the Skeleton in the Cupboard, 1930; рус. пер.: 1976, под названием «Сплошные прелести», С.Котенко; и 1981, под названием «Пироги и пиво…» — А.Иорданский)
- «Малый уголок» (The Narrow Corner, 1932; рус. пер. 1979 — Г.Островская)
- «Театр» (Theatre, 1937; рус. пер. 1969 — М.Ермашева (в сокращении, в сборнике «Современная английская новелла»), в сокращении, полный — Г. Островская, 1979)
- «Рождественские каникулы», (Christmas Holiday, 1939; рус. пер. 1992 — Р.Облонская)
- «Вилла на холме» (Up at the Villa, 1941; рус. пер. 1992 — А.Кудрявицкий, 1994 — А. Гаркави, 2010 — В.Вебер («На вилле»)
- «За час до рассвета» (The Hour Before Dawn, 1942; ; на русский не переводился)
- «Острие бритвы» (The Razor’s Edge, 1944; рус. пер. 1981 — М. Лорие)
- «Тогда и теперь. Роман о Никколо Макиавелли» (Then and Now, 1946; рус. пер. 1989 — В.Вебер)
- «Каталина» (Catalina, 1948; рус. пер. 1988 — А. Афиногенова)

### Сборники рассказов
- «Ориентиры» (Orientations, 1899)
- «Трепет листа» (The Trembling of a Leaf, 1921)
- «Казуарина» (The Casuarina Tree, 1926)
- «Эшенден, или Британский агент» (Ashenden, or the British Agent, 1928)
- «Шесть рассказов, написанных от первого лица» (First Person Singular, 1931)
- «А Кинг: Шесть рассказов» (Ah King , 1933)
- «Космополиты» (Cosmopolitans — Very Short Stories, 1936)
- «По тому же рецепту» (The Mixture As Before, 1940)
- «Игрушки судьбы» (Creatures of Circumstance, 1947)

### Пьесы
- Человек чести (A Man of Honour, пост. 23.02.1903 - Лондон)
- «Леди Фредерик» (Lady Frederick, пост. 26.12.1907 - Лондон)
- «Джек Строу» (Jack Straw, пост. 26.03.1908 - Лондон, театр «Водевиль»)
- «Миссис Дот» (пост. 27.04.1908 - Лондон)
- «Пенелопа» (пост. 09.01.1909 - Лондон)
- «Смит» (Smith, пост. 30.09.1909 - Лондон)
- «Грейс»
- «Десятый человек» (The Tenth Man, пост. февр. 1910 - Лондон, театр «Глобус»)
- «Дворянство» (Landed Gentry, 1910)
- «Недосягаемая» (The Unattainable, 1911)
- «Хлеба и рыбы» (Loaves and Fishes, пост. 24.02.1911 - Лондон)
- «Безукоризненный джентльмен» (пост. 1913 - Лондон, «Театр его величества»)
- «Земля обетованная» (The Land of Promise, пост. 1913 — Нью-Йорк, пост.26.02.1914 - Лондон)
- «Кэролайн» (пост. февр. 1916 - Лондон)
- «Our Betters» (1917)
- «Любовь в коттедже» (пост. 26.01.1918 - Лондон, театр «Глобус»)
- «Home and Beauty» (1919)
- «Жена кесаря» (Caesar’s Wife, пост. 27.03.1919 - Лондон) (247 спектаклей)
- «Неизвестный» (The Unknown, пост. 09.08.1920 - Лондон)
- «Дом и красота» (пост. 30.08.1920 - Лондон) (235 спектаклей)
- «Круг» (The Circle, пост. 03.03.1921 - Лондон, театр «Хеймаркет») (в СССР: 1946 — Московский театр драмы, 1988 — Театр им. Маяковского)
- «К востоку от Суэца» (East of Suez, пост.02.09.1922 - Лондон)
- «Мисс Томпсон» (пост. 07.11.1922 - Нью-Йорк, «Бродвей»)
- «Вышестоящие лица» (пост. 12.09.1923 - Лондон, театр «Глобус»)
- «Верблюжий горб» (пост. 13.11.1923 - Нью-Йорк)
- «Дождь» (пост. 12.05.1925 - Лондон) (150 спектаклей)
- «Луна и грош» (пост. 04.09.1925 - Лондон)
- «Верная жена» (The Constant Wife, пост. 01.11.1926 - Кливленд) (295 спектаклей)
- «Записка» (The Letter, пост. 24.02.1927- Лондон) (338 спектаклей)
- «Священное пламя» (The Sacred Flame, пост. 19.11.1928 - Нью-Йорк)
- «Кормилец» (The Bread-Winner, пост. 30.09.1930 - Лондон, театр «Водевиль») (158 спектаклей)
- «За заслуги» (For Services Rendered, пост 01.11.1932 - Лондон, театр «Глобус»)
- «Шеппи» (пост. 14.09.1933 - Лондон)

### Путевые заметки, книги о путешествиях
- Земля Пресвятой Богородицы: Очерки и впечатления в Андалусии (The Land of the Blessed Virgin: Sketches and Impressions in Andalusia, 1905)
- «На китайской ширме» (On A Chinese Screen, 1922, рус. пер. - И. Гуровой)
- Джентльмен в гостиной The Gentleman In The Parlour: A Record of a Journey From Rangoon to Haiphong (1930)

### Прочее
- My South Sea Island (статья, 1922)
- The Book Bag (1932)
- The Judgement Seat (памфлет, 1934)
- «Дон Фернандо» (Don Fernando, 1935)
- «Подводя итоги» (The Summing Up, 1938, рус. пер. 1957)
- «Принцесса Сентябрина и Соловей» (Princess September and The Nightingale, 1939)
- «Воюющая Франция» (France At War, 1940)
- Books and You (1940)
- «Строго по секрету» (Strictly Personal, 1941)
- Непокорённая (The Unconquered, 1944)
- Of Human Bondage — An Address (1946)
- Quartet (1948)
- Great Novelists and Their Novels (1948)
- «Записная книжка писателя» (A Writer’s Notebook, 1949)
- Trio (Фильм по рассказам «Мистер Всезнайка», «Санаторий», «Церковный служитель», 1950)
- Точка зрения писателя The Writer’s Point of View' (лекция, 1951)
- Encore (1952)
- «Переменчивое настроение» (The Vagrant Mood) (1952)
- The Noble Spaniard (1953)
- «Десять романов и их авторы» (Ten Novels and Their Authors, 1954)
- «Точки зрения» (Points of View, 1958)
- Исключительно для собственного удовольствия Purely For My Pleasure (1962)

## Экранизации
- 1925 — «К востоку от Суэца» / East of Suez
- 1928 — «Сэди Томпсон»
- 1929 — The Letter
- 1932 — Rain
- 1934 — «Бремя страстей человеческих» / Of Human Bondage (с Бетт Дейвис)
- 1934 — «Разрисованная вуаль» / The Painted Veil (с Гретой Гарбо)
- 1938 — The Vessel of Wrath
- 1940 — «Письмо» / The Letter (с Бетт Дейвис)
- 1942 — «Луна и грош» / The Moon and Sixpence
- 1944 — Рождественские каникулы (фильм) / (с Диной Дурбин)
- 1946 — «На краю лезвия» / The Razor’s Edge
- 1946 — «Бремя страстей человеческих» / Of Human Bondage
- 1948 — Quartet
- 1950 — Trio
- 1952 — Encore
- 1953 — Miss Sadie Thompson
- 1957 — Седьмой грех / The Seventh Sin
- 1958 — The Beachcomber
- 1962 — Julia, du bist zauberhaft
- 1964 — «Бремя страстей человеческих» / Of Human Bondage
- 1969 — The Letter
- 1978 — «Театр» (c Вией Артмане и Иваром Калныньшем)
- 1980 — «Жиголо и Жиголетта» (фильм-балет)
- 1982 — The Letter
- 1984 — «Остриё бритвы» / The Razor’s Edge (c Биллом Мюрреем)
- 1987 — «Перемена участи»
- 2000 — «На вилле» / Up at the Villa (с Шоном Пенном и Кристин Скотт Томас)
- 2004 — «Театр» / Being Julia (с Аннетт Бенинг и Джереми Айронсом)
- 2006 — «Разрисованная вуаль» / The Painted Veil (с Эдвардом Нортоном и Наоми Уоттс)